# Springfield M1903
Springfield M1903 (Спрингфілд M1903, формально United States Rifle, Caliber .30, Model 1903) — магазинна гвинтівка, знайшла широке використання протягом першої половини XX століття. Вона мала ковзний затвор (патент фірми Mauser). Ця гвинтівка була офіційно прийнята на озброєння як армійська 19 червня 1903, і, починаючи з 1936 року, була офіційно замінена більш скорострільною самозарядною M1 Гаранд (проте на початок Другої світової війни половина особового складу армії США була озброєна гвинтівками цього типу).

## Опис
Ця гвинтівка багато чим схожа на гвинтівку Маузера 1898 р., проте в деталях досить значно відрізнялася від неї. Є декілька її модифікацій, які розрізняються головним чином конструкцією прицільних пристосувань і формою ложі. Екземпляри ранніх випусків мали секторний приціл, призначений для використання патронів з тупокінцевою кулею, що позначалися .30-03 (30 калібру, зразка 1903 р.) З 1906 р. випускається гвинтівка, пристосована для використання патрона .30-06 із загостреною кулею. У неї змінюється форма патронника, тому патрон .30-03 для неї не підходить. Вводиться новий приціл — рамковий, з двома прорізами і діоптріях на хомутиках, який міг переміщатися не тільки по вертикалі, а разом з прицільною колодкою і рамкою також і по горизонталі. Горизонтальне зміщення прицілу досягалося обертанням насіченої головки спеціального гвинта. Гвинтівка з таким прицілом отримала найменування «Спрінгфілд калібру .30-06 М1903». Її відрізняла від першого зразка також і коротша ложа з іншим оформленням деталей біля дулової частини.

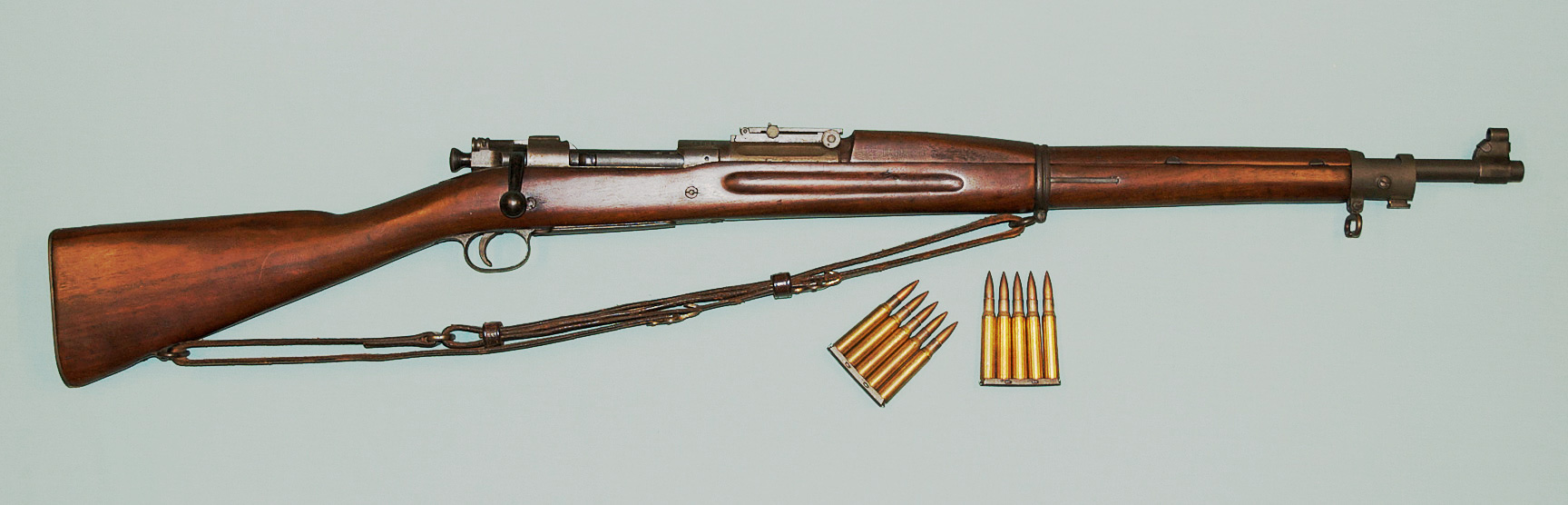
M1903 Springfield з обоймами

У 1929 р. з'явилася модифікація М1903 А1 з шийкою ложі пістолетовидної форми і з мушкою, або захищеною циліндричним намушником, або без нього. Під час Другої світової війни випускалася гвинтівка з іншою формою шийки ложі. В цей же час випускалася грубувато виконана модифікація М1903 А3, що відрізняється розташуванням діоптричного прицілу позаду вікна ствольної коробки, штампування приладом і каналом ствола з двома нарізами, ложею початкового зразка з прямою шийкою. Снайперська гвинтівка, що має тільки оптичний приціл і пістолетовидну шийку ложі називається Спрінгфілд М1903 А4. Спрінгфілд M1903 використовувалася у Першій світовій війні. Спрінгфілд M1903 також використовувалася як снайперська гвинтівка у Другій світовій війні, Кореї та В'єтнамі. Вона використовується й донині в деяких частинах армії США, але в більшості випадків — як тренувальна.

### Комплектація
Спочатку гвинтівка комплектувалася голчастим багнетом, потім багнетом M1905 зразка 1905 року, а пізніше — багнетом M1 зразка 1942 року.
Після вступу США у Другу світову війну в грудні 1941 року, був розроблений і прийнятий на озброєння гвинтівковий гранатомет M1 (M1 grenade launcher), який встановлювався на ствол гвинтівки «Спрінгфілд» для відстрілу 22-мм гвинтівочних гранат.

## Історія
У 1903 році діям компанії Спрингфілд передували майже 30 років боротьби, використовуючи уроки, почерпнуті з недавно прийнятого Springfield 1892-99 і сучасних німецьких гвинтівок Mauser G98 з ковзним затвором. У той час як Springfield 1892-99 був випущений як довга гвинтівка і карабін, на Спрінгфілд було встановлено тільки 24-дюймовий короткий ствол рушниці, відповідно до сучасних тенденцій у Швейцарії та Великій Британії.
Дві основні проблеми гвинтівки Springfield 1892-99 були повільне заряджання магазина і вихід порохових газів з казенної частини при використанні високошвидкісних патронів. Армія США намагалася ввести більш високошвидкісний патрон в 1899 році для існуючих гвинтівок Springfield 1892-99, але його виступ на затворі не витримував додаткового тиску. Хоча обойма була розроблена, владі було ясно, що потрібна нова гвинтівка. Після досвіду армії США з гвинтівкою Маузера в іспансько-американській війні 1898 року, влада вирішила прийняти надійнішу гвинтівку, створену на основі Маузера, і оснащену магазином, що заряджається обоймою.

## Модифікації
- M1903 зразка 1903 року — під патрон .30-03 з тупокінцеву кулею зразка 1903, з секторним прицілом.
- M1903 зразка 1906 — під патрон .30-06 із загостреною кулею M2 зразка 1906. Відрізнялася зміненою формою патронника і новим рамковим прицілом. Приціл був розрахований на ведення стрільби на дистанцію до 2700 ярдів.
- M1903 NM — цільова гвинтівка для спортивної стрільби (відрізнялася особливо точним виготовленням деталей), в 1921—1940 було випущено 28 907 шт. для Національної стрілецької асоціації США.
- М1903А1 зразка 1929 року — прийнята на озброєння в грудні 1929 року, модифікація з шийкою ложі пістолетовидної форми і з мушкою, або захищеною циліндричним намушником, або без нього.
- М1903А3 зразка 1942 року — спрощена модель воєнного часу, з прямою або напівпістолетною формою шийки ложа, випускалася в 1942—1945 рр. Відрізнялася наявністю штампованих деталей (потиличник, скоба спускового гачка, ложевими кільця, намушник), каналом ствола з двома нарізами і діоптричним прицілом для стрільби на відстані від 200 ярдів до 800 ярдів.
- М1903А4 зразка 1942 року — перша снайперська гвинтівка США. Для переробки в снайперські відбирали найкращі, що відрізнялися найточнішим боєм гвинтівки *М1903. Стандартні прицільні пристосування — мушку і відкритий приціл, а також вузол кріплення багнета прибирали, замість них встановлювали оптичні приціли — 2,2х-кратний М84; 2,5х-кратний M73B1 фірми «Weaver Co» або 10-кратний Unertlscope. На деякі гвинтівки корпусу морської піхоти США встановлювали приціли 5х Lymann і 8x Unertl. Ця гвинтівка перебувала на озброєнні армії США до 1961 року, в корпусі морської піхоти США — до 1969 року.